# Публий Валерий Фальтон
Пу́блий Вале́рий Фальто́н (лат. Publius Valerius Faltō; III век до н. э.) — римский военачальник и политический деятель из патрицианского рода Валериев, консул 238 года до н. э.

## Биография
Публий Валерий принадлежал к одному из самых знатных патрицианских родов Рима. Легендарный прародитель Валериев был сабинянином и переселился в Рим вместе с соправителем Ромула Титом Тацием. Его потомок Публий Валерий Публикола стал одним из основателей Римской республики и консулом в первый год её существования, и в дальнейшем Валерии регулярно появлялись в Капитолийских фастах.
Когномен Фальтон (Falto) имеет предположительно этрусское происхождение. Фасты называют преномены отца и деда Публия Валерия — Квинт и Публий соответственно. Возможно, Публий-старший носил когномен Попликола; у Квинта был когномен Фальтон, и больше о нём ничего не известно. Братом Публия-младшего был Квинт Валерий Фальтон, консул 239 года до н. э.
Первое упоминание о Публии Валерии в сохранившихся источниках относится к 238 году до н. э., когда он стал консулом. Годом ранее, во время выборов, одним из консулов был Квинт Валерий Фальтон, который, вероятно, помог брату получить эту должность. Коллегой Публия стал плебей Тиберий Семпроний Гракх.
Публию Валерию выпало командование в войне против цизальпийских галлов. Военные действия шли с переменным успехом: в первом сражении победили галлы, уничтожив 3 500 римлян, во втором римляне одержали полную победу, так что 14 тысяч галлов погибли, а две тысячи попали в плен. В триумфе Валерию было отказано из-за первой битвы.